# Viaducto Italia
El Viaducto Italia es un viaducto de 259 metros de altura (850 ft) cerca de Laino Borgo, Calabria, Italia. Es el puente más alto de Italia, y era el segundo puente más alto del mundo cuando se inauguró en 1974. A fecha de 2012, estaba entre los veinte puentes más altos del mundo. El puente está localizado en la Autostrada A3 Napoli-Reggio Calabria entre Laino Borgo y Mormanno y cruza la garganta del Río Lao.